# EUREKA (映画)
『EUREKA』（ユリイカ）は、青山真治監督による2001年公開の日本映画。『Helpless』から本作へ、そして『サッド ヴァケイション』へ続く「北九州サーガ」の第2作である。ユリイカ (EUREKA) は、ギリシャ語で「発見」の意。キャッチフレーズは「癒しと再生の一大叙事詩」。
第53回カンヌ国際映画祭で国際批評家連盟賞とエキュメニック賞を受賞し、第14回シンガポール国際映画祭で最優秀アジア映画賞（2001年）を受賞、さらにベルギー王立フィルムアーカイブよりルイス・ブニュエル黄金時代賞を授与されている。監督である青山自身によって執筆されたノベライズは2000年に角川書店より刊行され、第14回三島由紀夫賞を受賞した。
モノクロ・フィルムで撮影して現像時にカラー・ポジにプリントするクロマティックB&Wという手法が採用されている。主なロケ地は福岡県甘木市（現・朝倉市）。挿入曲として、アルバート・アイラー「Ghosts」とジム・オルーク「Eureka」が使われている。

## ストーリー
九州に住む直樹と梢の兄妹は、小・中学生だった二年前に、沢井の運転するバスで登校中にバスジャックに遭遇した。犯人は刑事の松岡によって射殺されたが、兄妹と沢井以外の乗客は犯人の銃で殺された。
極度のショックを受けた兄妹は引き篭もり、その影響で両親は離婚。親権者の父親は無謀運転で事故死し、兄妹は大きな屋敷に二人きりで住むようになった。
一方の沢井も不安定になり、家族と揉めた末に、引き寄せられるように直樹たちの屋敷に転がり込んだ。
二年後の夏、兄妹の従兄弟である大学生の秋彦が屋敷にやって来た。休みの間だけ親戚たちに送り込まれたのだ。兄妹が全く口をきかず、沢井まで居ることに驚きつつ、同居を始める秋彦。
土木作業員として働く沢井の会社で、女子事務員が殺された。近辺では通り魔殺人が頻発しており、疑われた沢井は留置場に拘留された。
沢井と直樹たち兄妹はバスジャックの被害者なのに、地域の人々から孤立し白い目で見られている。このまま引き篭もっていてはいけない。そう感じた沢井は、中古の旧式バスを買って改造し、直樹と梢、秋彦を乗せて旅に出た。
バスに寝泊りしながら九州を巡る四人。秋彦は、前日に泊まった阿蘇の町で、通り魔殺人が起きたことを知った。犯人は、夜中にバスから出た沢井か直樹ではないのか？ 秋彦に迫られた沢井は、姿を消した直樹を追い、次の殺人を思い留まらせた。
連続通り魔は、心を病んだ直樹の犯行だったのだ。直樹に付き添って警察に自首させる沢井。残された梢の心を思いやり、沢井はバスで海や広大な景色を見せてから、家路へと向かうのだった。

## キャスト
- 沢井真 - 役所広司
- 田村梢 - 宮崎あおい
- 田村直樹 - 宮崎将
- 秋彦 - 斉藤陽一郎
- 弓子 - 国生さゆり
- シゲオ - 光石研
- 犯人 - 利重剛
- 松岡 - 松重豊
- 沢井義之 - 塩見三省
- 田村美郷 - 真行寺君枝
- 吉田 - でんでん
- 河野圭子 - 椎名英姫
- 田村弘樹 - 中村有志
- 沢井美喜子 - 尾野真千子
- ヒトシ - 本多哲郎（うたいびとはね）

## スタッフ
- プロデューサー - 仙頭武則
- 監督・脚本・音楽・編集 - 青山真治
- 撮影 - 田村正毅
- 美術 - 清水剛
- 照明 - 佐藤譲
- 録音 - 菊池信之
- 音楽 - 山田勳生